# Nitchapoom Chaianun
Nitchapoom Chaianun, apodado Nicchi, (Chiang Mai, Tailandia, 1 de agosto de 1985) es un guionista y director de cine tailandés. Graduado en la Facultad de Comunicación de la Universidad de Chiang Mai debutó en la realización de cortometrajes en 2006. CEO de WayuFilm y fundador de MongKlong Studio y GoodJob VDO ha obtenido reconocimiento popular con sus largometrajes y series de temática BL como My Bromance o The Rain Stories.

## Biografía
Nacido en Chiang Mai (Tailandia) Chaianum es el mayor de dos hermanos. Su formación básica tuvo lugar en el Monfort College y posteriormente cursó estudios en la Facultad de Comunicación de la Universidad de Chiang Mai. Durante su segundo curso en la universidad realizó su primer cortometraje en 2006 titulado Fresh (tailandés: เฟรชเฉิ่ม) que se proyectó ante los estudiantes de primer curso. Durante su cuarto curso en la Facultad de Comunicación, en 2007, rodó su segundo cortometraje titulado Fresh Cool Story 2 (tailandés: เรื่องเฟรชเฉิ่ม 2). Tras obtener la graduación y antes de obtener el título trabajó con el director de cine independiente Santi Tae Panich y el actor y monologuista Udom Tae Panit con quienes participó como asistente de dirección en แอบถ่ายเดี่ยว 7 y, posteriormente, en el equipo de Singing Microphone No. 7.5 (tailandés: เดี่ยวไมโครโฟน ครั้งที่ 7.5).
A su regreso a Chiang Mai comenzó su labor como realizador de cortometrajes, como Like A Haunted Nightmare (tailandés: เสมือนฝันร้ายที่หลอกหลอน) de 2010 o videoclips como Breaking The Walls (tailandés: ทลายกำแพง) del grupo The Passion Of Anna en 2011. En 2010 debuta en el largometraje con I Am The Director (tailandés: ฝันฉันคือผู้กำกับ) proyectado en el 7° Festival Mundial de Cine de Bangkok.
Ya como director independiente, propietario de sus propias empresas de producción audiovisual, en 2014 vio la luz el largometraje My Bromance (tailandés: พี่ชาย, RTGS: Phi Chai), que desarrolla en su trama la relación sentimental que surge entre dos hermanastros, y obtuvo una notable repercusión comercial en su país. A raíz de esta historia y personajes se han creado una serie de televisión estrenada en 2016 (My Bromance: The Series), un cortometraje estrenado en 2015 (My Bromance: Reunion) y una serie adicional, que amplía los hechos mostrados en la película, cuyo estreno está previsto en 2019 (My Bromance 2: 5 Years Later).
En 2016, como director y guionista, vio la luz The Rain Stories (tailandés: เมื่อฝนหยดลงบนหัว), película integrada por tres historias de temática BL, disponibles en los canales oficiales de la productora en plataformas digitales como YouTube, subtituladas en inglés, práctica que ha seguido en sus trabajos posteriores.
El mediometraje Chiang Mai Gangsters (tailandés: แซ้ป แสบโลกแตก), estrenado en 2017 con parte del elenco de My Bromance, muestra una historia de acción que transcurre entre dos bandas rivales cuando es asesinada la madre de uno de sus integrantes, y superó el 1.500.000 de reproducciones en YouTube.
Durante 2019 Chaianun ha realizado diferentes miniseries, con una duración entre los 30 y los 60 minutos, estrenadas en los canales oficiales de las plataformas digitales: Yantra (tailandés: อาถรรพ์ยันต์มหาเสน่ห์), miniserie de misterio y terror de cuatro capítulos que narra la historia de un grupo de amigos desafiados cuando una de las jóvenes fallece y revive como zombi; Key Love (tailandés: รักล็อคเรา), de dos capítulos, en el que un grupo de chicos adolescentes exploran sus afectos y comienzan a forjar relaciones afectivas entre sí; NightTime (tailandés: พี่ไทม์คนเดิมเพิ่มเติมน้องนักเรียน), de tres capítulos, narra la historia de un estudiante quien, tras recibir un disparo fortuito, es atendido durante su recuperación por el joven que le disparó y, con el trato, se van enamorando.

## Filmografía
Cortometrajes
- Fresh (tailandés: เฟรชเฉิ่ม) - 2006
- Fresh Cool Story 2 (tailandés: เรื่องเฟรชเฉิ่ม 2) - 2007
- Like A Haunted Nightmare (tailandés: เสมือนฝันร้ายที่หลอกหลอน) - 2010
- My Bromance: Reunion - 2015

Mediometrajes
- Chiang Mai Gangsters (tailandés: แซ้ป แสบโลกแตก) - 2017
- Yantra (tailandés: อาถรรพ์ยันต์มหาเสน่ห์) - 2019
- Key Love (tailandés: รักล็อคเรา) - 2019
- NightTime (tailandés: พี่ไทม์คนเดิมเพิ่มเติมน้องนักเรียน) - 2019

Largometrajes
- I Am The Director (tailandés: ฝันฉันคือผู้กำกับ) - 2010
- My Bromance (tailandés: พี่ชาย, RTGS: Phi Chai) - 2014
- The Rain Stories (tailandés: เมื่อฝนหยดลงบนหัว) - 2016

Videoclips
- Breaking The Walls (tailandés: ทลายกำแพง) del grupo The Passion Of Anna - 2011